# Тульские самовары (музей)
Музей «Тульские самовары» — музей в г. Тула, Россия, филиал музейного объединения «Тульский областной историко-архитектурный и литературный музей». Основа экспозиции, коллекция образцов самоваров XVIII—XX веков.

## История
Музей открылся 7 ноября 1990 года в двухэтажном здании по ул. Менделеевской, 8 вблизи стен Тульского кремля. В 1875 г. дом проектировался к приезду Александра II. В 1906 году в нём была городская библиотека. В 1910—1912 г.г. в связи с празднованием 300-летия Дома Романовых дом был перестроен архитектором, художником, общественным деятелем С. М. Серебровским (с 1898 по 1914 гг. — тульский епархиальный архитектор) по проекту архитектора В. Н. Сироткина. Помещение было расширено и украшено колоннами. Здание создавалось для культурно-просветительских целей. С 1918 г. оно стало называться Домом им. Карла Маркса. В советское время с 1937 по 1977 г.г. здесь располагалась областная библиотека им. В. И. Ленина.
Основной для экспозиции музея стали большая коллекция самоваров, собранная в разные годы музейным объединением «Тульский областной историко-архитектурный и литературный музей» (филиалом которого стал и музей самоваров).
Экспонаты располагаются в трёх залах, каждый из которых рассказывает об отдельных этапах в истории и изготовлении самоваров.

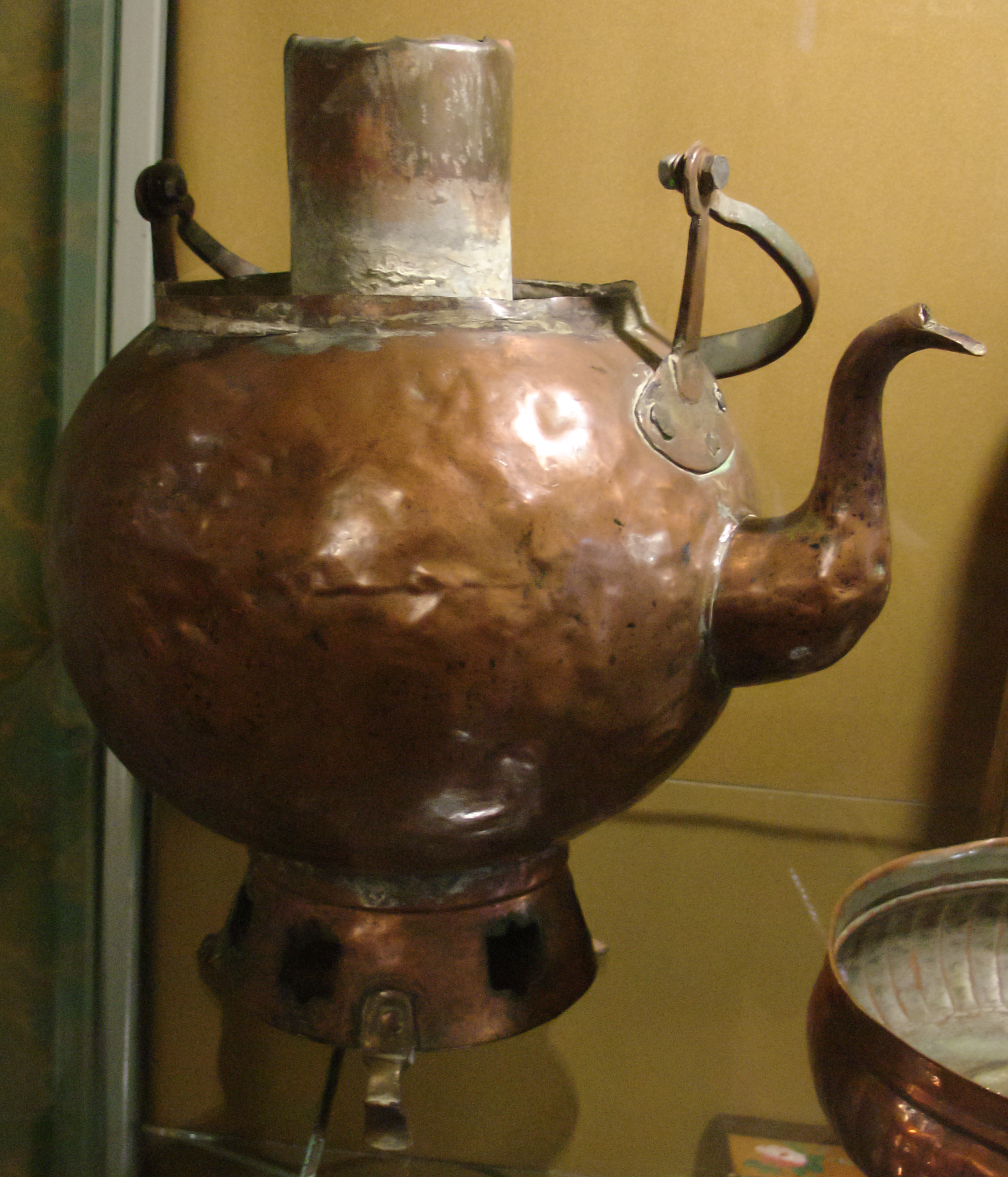
Сбитенник

В первом зале собраны шедевры самоварного дела в Туле XVIII—XIX веков. Там находится прототип самоваров — сбитенщик, а также самовары, изготовленные на первой в Туле самоварной фабрике, основанной братьями Иваном и Назаром Лисицинами. Также имеются самовары с фабрик Сомовых и Маликовых, возглавлявших самоварное дело в Туле в начале XIX века. В первом зале также можно увидеть медали с Всемирных выставок в Париже (1889), Чикаго (1893), Лондоне (1909), с Всероссийской выставки в Москве (1882) и Нижнем Новгороде (1896), Н. И. Баташевым.
Во втором зале представлены самовары второй половины XIX — начала XX веков. Там же представлены фотографии из личных коллекций тульских самоварщиков Фоминых, Баташевых, Шемариных, Телье. 5 миниатюрных самоваров, которые братья Баташевы в 1909 году подарили детям Николая II, а также фотография самовара, подаренного самому императору, а также самовары советской эпохи, изготовленные для многих видных коммунистов, самовары завода «Штамп».

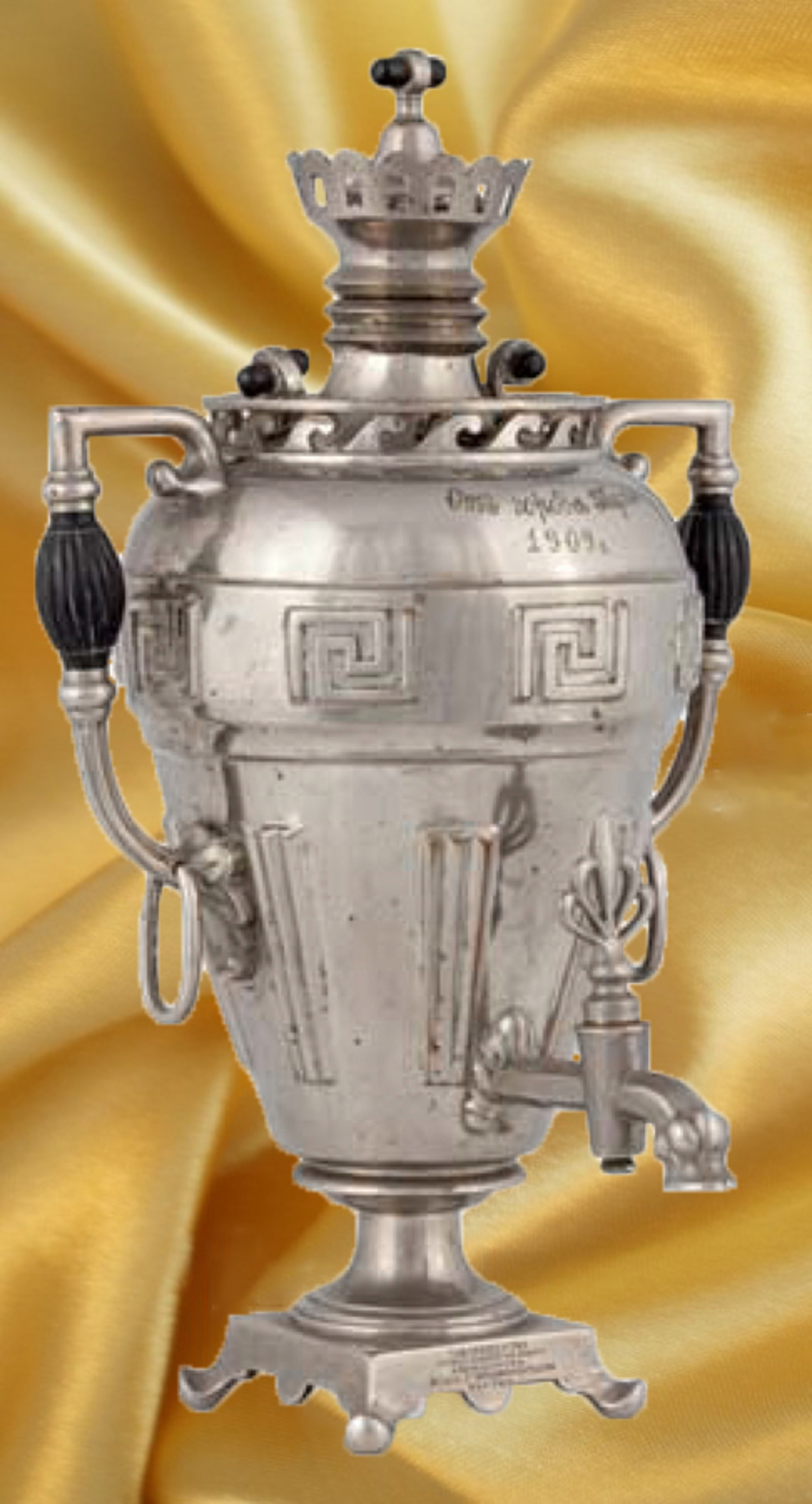
Самовар подаренный царевичу Алексею Романову

Жемчужиной коллекции можно считать детские самоварчики, подаренные детям Николая II. Во время поездки в южную резиденцию, Ливадийский дворец, император с семьёй проездом посетил Тулу. Старшей дочери, княгине Ольге, был подарен самовар с изящным орнаментом, самовар-ваза «Рококо». Княгине Татьяне, был преподнесён самовар-рюмка. Княгине Марие самовар-ваза с зеркальными медальонами. Младшей дочери, княгине Анастасии, был подарен самовар-шар. Царевичу Алексею, наследнику престола, преподнесли самоварный сервиз. Верхняя часть самовара выполнена в виде короны, что символизировало его восшествие на престол.
Так же можно зайти в самый большой декоративный самовар, в котором представлена экспозиция сувенирных самоваров.
Так же в музее есть необычный экспонат. «Первый космический тульский пряник». Торжественной церемония вручения прошла на космодроме «Байконур», в которой приняли участие генеральный директор Госкорпорации «Роскосмос» Дмитрий Рогозин и первый заместитель губернатора — председатель Правительства Тульской области Валерий Шерин. «Космический» пряник, совместный проект регионального Правительства, Госкорпорации «Роскосмос» и кондитерской фабрики «Ясная Поляна». 22 августа 2019 г. стартовали ракета-носитель «Союз-2.1а» и космический корабль «Союз МС-14», который доставил на Международную космическую станцию тульский пряник ручной работы с традиционной начинкой из мёда и фруктового повидла, весом 140 гр. Космонавты Александр Скворцов и Алексей Овчинин приняли необычный груз. Пряник пробыл в космосе 17 дней и теперь занял достойное место среди экспонатов музея.